# Plaza 7 de Junio
La plaza 7 de Junio  (en noruego: 7. juni-plassen) es una plaza pública de Oslo, la capital de Noruega. Se encuentra en Ruseløkka en Vika, al sureste de Slottsparken y el Palacio Real y al oeste del Teatro Nacional. 
Originalmente fue llamada Triangelplassen ('Plaza del Triángulo "), pero fue rebautizada en 1962 en recuerdo del 7 de junio de 1905, el día en que se declaró la Unión entre Suecia y Noruega, disuelta por el gobierno noruego. En el extremo sur de la plaza se encuentra la entrada del Ministerio de Relaciones Exteriores de Noruega. En la plaza se encuentra la famosa estatua del rey Haakon VII de Noruega, quien regresó al país el 7 de junio de 1945 de su exilio impuesto por la ocupación alemana de Noruega desde 1940 hasta 1945 y que fue esculpida por Nils Aas.